# Radeon R800
Radeon Evergreen (R800) — кодовое название линейки GPU, производимых графическим подразделением AMD. Первым чипом из серии стал Cypress. Cypress, и видеокарты на его основе — 5850 и 5870 — были представлены 22 сентября 2009 года. Семейство Evergreen — первые GPU с поддержкой DirectX 11. Самым мощным решением в семействе Evergreen будет двухчиповый Hemlock. Для более дешёвых решений представлены Juniper, Redwood и Cedar.

## История разработки
10 сентября 2009 года AMD провела презентацию на борту авианосца USS Hornet (CV-12), на которой анонсировала технологию ATI Eyefinity и спецификации разных серий GPU линейки Radeon HD 5xxx.
23 сентября 2009 года в продажу поступила первая серия Radeon HD 58xx, состоящая из процессоров HD 5870 и HD 5850.
12 октября 2009 года в продажу поступила младшая серия, состоящая из процессоров HD5770 и HD5750.

## Архитектура
Архитектурно новое семейство слабо отличается от R700, но имеет большее число вычислительных блоков. Чип содержит 2,15 млрд транзисторов, что более чем в 2 раза больше R790 (959 млн). Однако за счёт применения более тонкого техпроцесса — 40 нм против 55 нм — площадь чипа выросла лишь на треть.
Основной частью чипа являются 20 SIMD ядер, что вдвое больше чем у предыдущего поколения, каждое из которых состоит из 16 блоков суперскалярных потоковых процессоров, всего 320 суперскалярных, либо 1600 скалярных.
Такое количество потоковых процессоров обеспечивает производительность в 2,7 Тфлопс в вычислениях с одинарной точностью и 544 Гфлопс — с двойной.
Кроме увеличения в два раза количества потоковых процессоров, также вдвое было увеличено количество блоков текстурирования — с 40 до 80.

## Мультимедиа возможности
ATI Eyefinity представляет собой расширенную поддержку мультимониторных конфигураций. К одной видеокарте могут быть подключены до 6 мониторов (при использовании DisplayPort и специальной версии платы HD 5870 SIX). Чип содержит 6 встроенных TMDS трансмиттеров, и на обычных (не SIX) видеокартах 4 из них обеспечивают работу двух разъёмов Dual Link DVI. Поэтому на таких видеокартах подключить 6 мониторов не получится. Такие конфигурации могут работать как в режимах клона, так и расширения рабочего стола.
AVIVO HD плюс UVD 2.2 комбинация по-прежнему отвечает за аппаратное декодирование видео для Blu-Ray фильмов. При наличии Catalyst 9.11 и Flash 10,1 UVD могут быть использованы для ускорения H.264 Flash видео, Например на YouTube и Hulu.
Карты, основанные на чипе R800, поддерживают HDMI 1.3a. Это дает несколько преимуществ.
Видеопоток в HDMI 1.3a может быть в формате Deep Color и x.v.Color. Это даёт большее количество одновременно отображаемых цветов. Поддерживается большая глубина цвета: 12-битный и 10-битный форматы цвета, видеосигнал формата wide-gamut xvYCC.
Поддерживаются форматы Dolby TrueHD и DTS-HD Master Audio, все аудиоформаты Blu-ray, AC-3 и DTS. По сути — это первая видеокарта, с поддержкой Bitstream выхода для Dolby TrueHD и DTS-HD Master Audio на внешний декодер. Предыдущий поколением семьи R700 графических процессоров поддерживают только до LPCM 7.1 выход.

## Сводная таблица видеокарт
- 1 Унифицированных шейдерных процессоров : Текстурных блоков : Блоков растеризации
- 2 Эффективная скорость передачи данных памяти GDDR5 является учетверенной относительно реальной, вместо удвоенной как у другой памяти DDR.

| Модель                            | Дата             | Кодовое имя | Тех- процесс (нм) | Транзис- торов (млн) | Площадь чипа (мм2) | Интерфейс Ввода-вывода | Объём видеопамяти (МБ) | Частоты    | Частоты      | Конфигурация ядра 1  | Пиковая скорость заполнения | Пиковая скорость заполнения | Память                        | Память     | Память     | Поддерживаемый API (версия) | Поддерживаемый API (версия) | Поддерживаемый API (версия) | Теоретическая производительность (Гигафлопс) | Энерго- потребление (Вт) | Энерго- потребление (Вт) | наличие Double-precision FP | Заметки                                                           |
| Модель                            | Дата             | Кодовое имя | Тех- процесс (нм) | Транзис- торов (млн) | Площадь чипа (мм2) | Интерфейс Ввода-вывода | Объём видеопамяти (МБ) | ядрo (MHz) | память (MHz) | Конфигурация ядра 1  | (гига- пикселей/с)          | (гига- текселей/с)          | Пропускная способность (ГБ/с) | Тип        | Шина (бит) | DirectX                     | OpenGL                      | OpenCL                      | Теоретическая производительность (Гигафлопс) | Покой                    | Максимум                 | наличие Double-precision FP | Заметки                                                           |
| --------------------------------- | ---------------- | ----------- | ----------------- | -------------------- | ------------------ | ---------------------- | ---------------------- | ---------- | ------------ | -------------------- | --------------------------- | --------------------------- | ----------------------------- | ---------- | ---------- | --------------------------- | --------------------------- | --------------------------- | -------------------------------------------- | ------------------------ | ------------------------ | --------------------------- | ----------------------------------------------------------------- |
| Radeon HD 5450                    | 4 февраля 2010   | Cedar PRO   | 40                | 292                  | 59                 | PCIe 2.1 x16           | 512 1024               | 650        | 400 800      | 80(16x5):8:4         | 2.6                         | 5.2                         | 6.4 12.8                      | DDR2 DDR3  | 64         | 11                          | 4.0                         | 1.0                         | 104                                          | 6.4                      | 19.1                     | Нет                         |                                                                   |
| Radeon HD 5550                    | 9 февраля 2010   | Redwood LE  | 40                | 627                  | 110                | PCIe 2.1 x16           | 512 1024               | 550        | 400 800      | 320(64x5):16:8       | 4.4                         | 8.8                         | 12.8 25.6                     | DDR2 GDDR3 | 128        | 11                          | 4.0                         | 1.0                         | 352                                          | 9                        | 40                       | Нет                         |                                                                   |
| Radeon HD 5570                    | 9 февраля 2010   | Redwood PRO | 40                | 627                  | 110                | PCIe 2.1 x16           | 512 1024               | 650        | 900          | 400(80x5):20:8       | 5.2                         | 13                          | 28.8                          | GDDR5      | 128        | 11                          | 4.0                         | 1.0                         | 520                                          | 9.7                      | 42.7                     | Нет                         |                                                                   |
| Radeon HD 5670                    | 14 января 2010   | Redwood XT  | 40                | 627                  | 110                | PCIe 2.1 x16           | 512 1024               | 775        | 1000         | 400(80x5):20:8       | 6.2                         | 15.5                        | 64                            | GDDR5      | 128        | 11                          | 4.0                         | 1.0                         | 620                                          | 14                       | 61                       | Нет                         |                                                                   |
| Radeon HD 5750                    | 13 октября 2009  | Juniper LE  | 40                | 1040                 | 170                | PCIe 2.1 x16           | 512 1024               | 700        | 1150         | 720(144x5):36:16     | 11.2                        | 25.2                        | 73.6                          | GDDR5      | 128        | 11                          | 4.0                         | 1.0                         | 1008                                         | 16                       | 86                       | Нет                         |                                                                   |
| Radeon HD 5770                    | 13 октября 2009  | Juniper XT  | 40                | 1040                 | 170                | PCIe 2.1 x16           | 512 1024               | 850        | 1200         | 800(160x5):40:16     | 13.6                        | 34                          | 76.8                          | GDDR5      | 128        | 11                          | 4.0                         | 1.0                         | 1360                                         | 18                       | 108                      | Нет                         |                                                                   |
| Radeon HD 5830                    | 25 февраля 2010  | Cypress LE  | 40                | 2154                 | 334                | PCIe 2.1 x16           | 1024                   | 800        | 1000         | 1120(224x5):56:16    | 12.8                        | 44.8                        | 128                           | GDDR5      | 256        | 11                          | 4.0                         | 1.0                         | 1792                                         | 25                       | 175                      | Да                          |                                                                   |
| Radeon HD 5850                    | 30 сентября 2009 | Cypress PRO | 40                | 2154                 | 334                | PCIe 2.1 x16           | 1024, 2048             | 725        | 1000         | 1440(288x5):72:32    | 23.2                        | 52.2                        | 128                           | GDDR5      | 256        | 11                          | 4.0                         | 1.0                         | 2088                                         | 27                       | 151                      | Да                          |                                                                   |
| Radeon HD 5870                    | 23 сентября 2009 | Cypress XT  | 40                | 2154                 | 334                | PCIe 2.1 x16           | 1024, 2048             | 850        | 1200         | 1600(320x5):80:32    | 27.2                        | 68                          | 153.6                         | GDDR5      | 256        | 11                          | 4.0                         | 1.0                         | 2720                                         | 27                       | 188                      | Да                          |                                                                   |
| Radeon HD 5870 Eyefinity6 Edition | 11 марта 2010    | Cypress XT  | 40                | 2154                 | 334                | PCIe 2.1 x16           | 2048                   | 850        | 1200         | 1600(320x5):80:32    | 27.2                        | 68                          | 153.6                         | GDDR5      | 256        | 11                          | 4.0                         | 1.0                         | 2720                                         | 27                       | 188                      | Да                          | 6хDisplayPort                                                     |
| Radeon HD 5970                    | 18 ноября 2009   | Hemlock XT  | 40                | 2x 2154              | 2x 334             | PCIe 2.1 x16           | 2x1024                 | 725        | 1000         | 2x 1600(320x5):80:32 | 46.4                        | 116                         | 2x 128                        | GDDR5      | 2x 256     | 11                          | 4.0                         | 1.0                         | 4640                                         | 51                       | 294                      | Да                          | Два GPU на одной PCB.                                             |
| Radeon HD 5970(AIB vendors)       | Q2 2010          | Hemlock XT  | 40                | 2x 2154              | 2x 334             | PCIe 2.1 x16           | 2x2048                 | 850        | 1200         | 2x 1600(320x5):80:32 | 54.4                        | 136                         | 2x 153.6                      | GDDR5      | 2x 256     | 11                          | 4.0                         | 1.0                         | 5440                                         | 51                       | 320                      | Да                          | Два GPU на одной PCB. Выпустили Sapphire, ASUS, XFX, Power Color. |

Radeon HD 5770
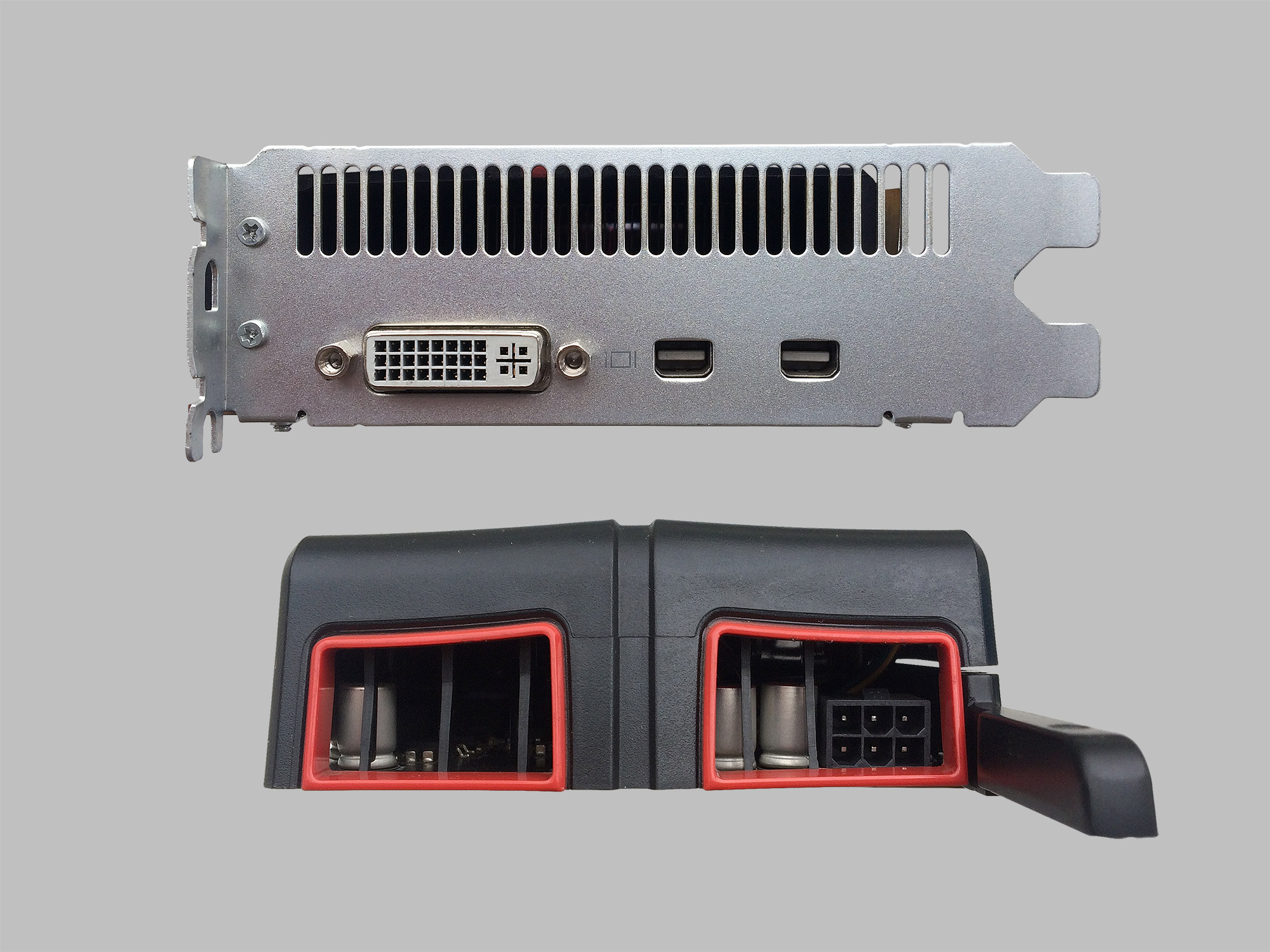
Внешняя панель и разъём питания Radeon HD 5770
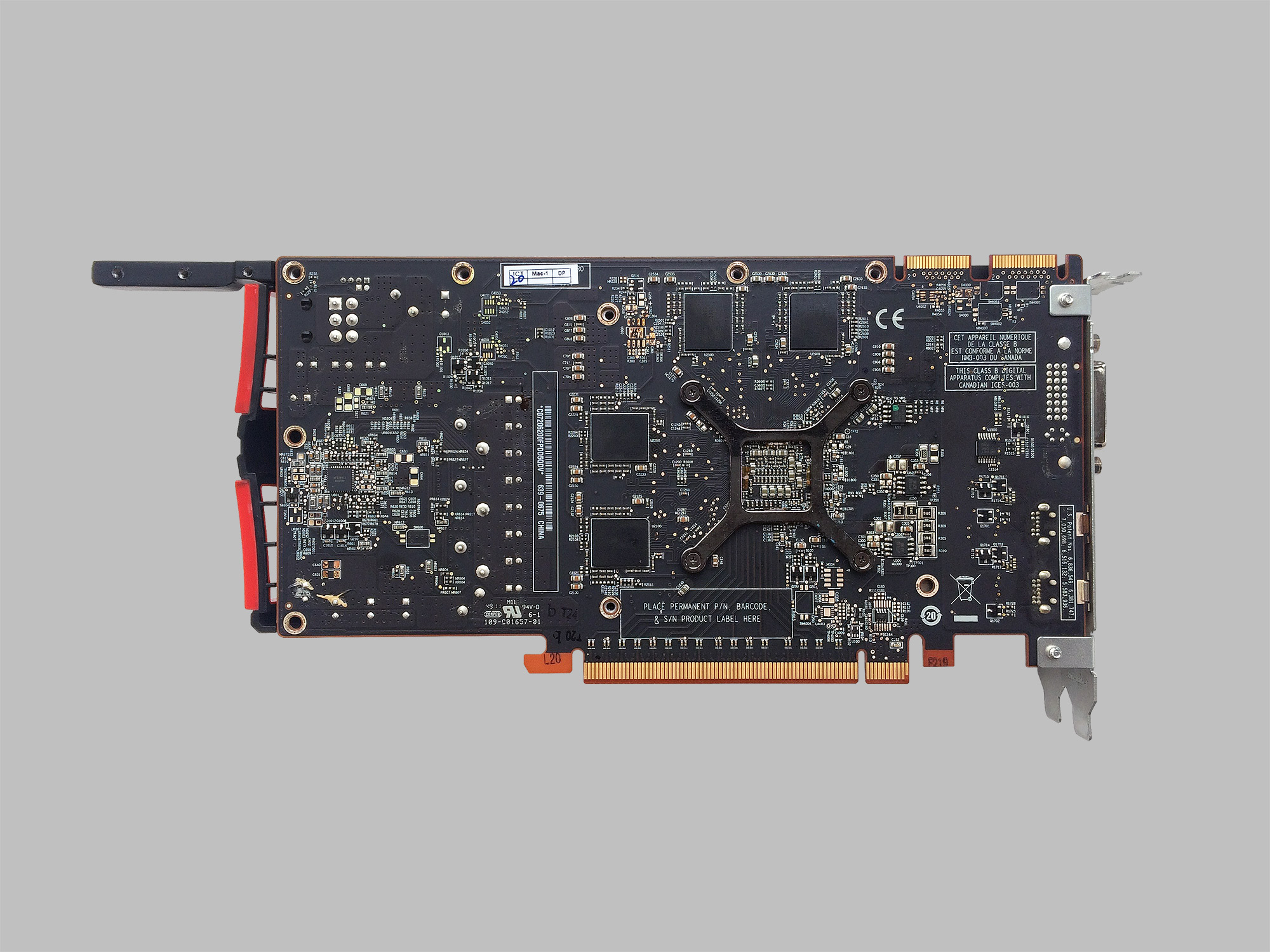
Задняя сторона
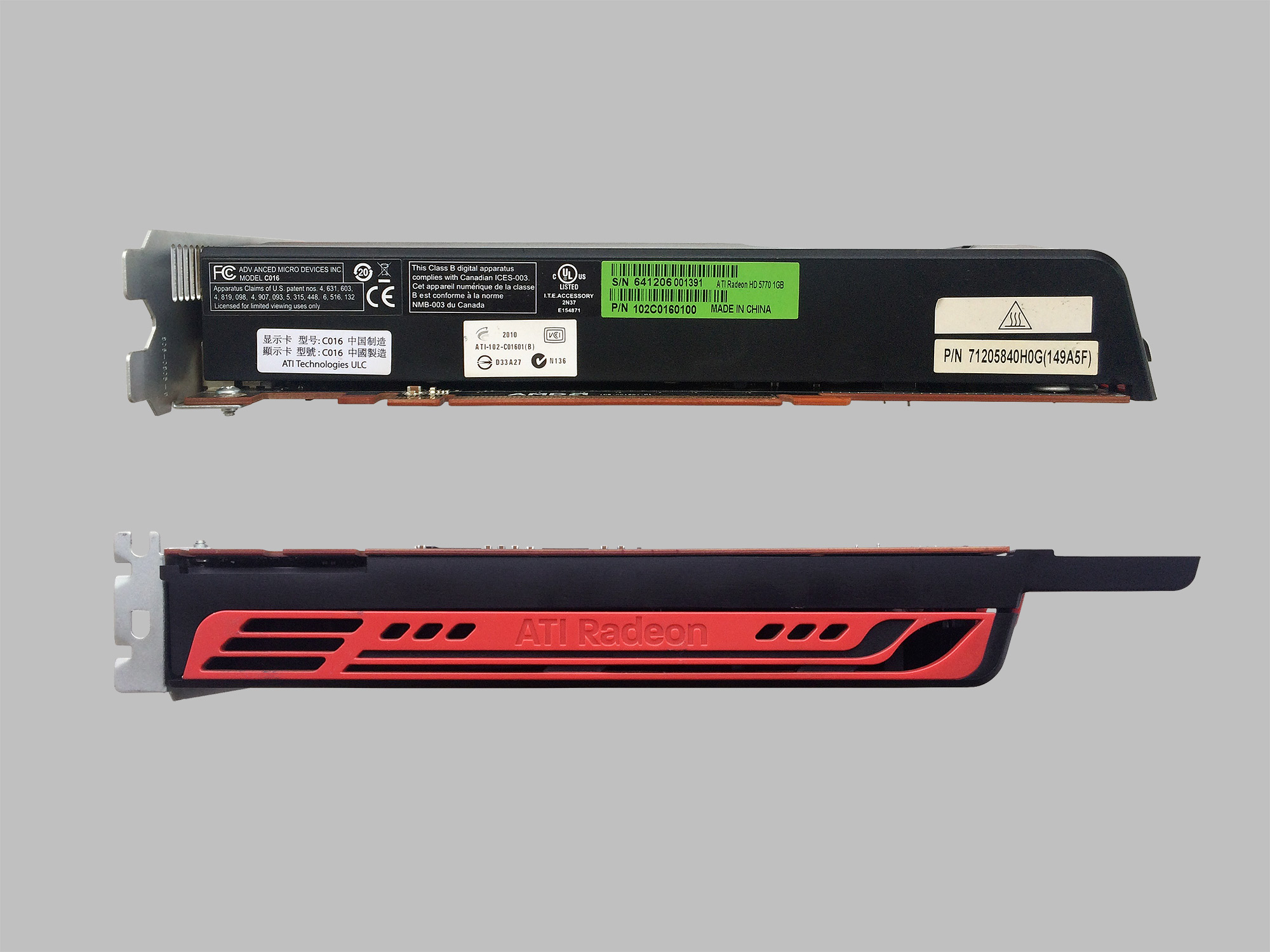
Вид сверху и снизу